# Libacao
Libacao (Bayan ng Libacao) är en kommun i Filippinerna. Kommunen ligger på ön Panay, och tillhör provinsen Aklan. Folkmängden uppgår till 28 241 invånare år 2015.

## Barangayer
Libacao är indelat i 25 barangayer.
| - Agmailig - Alfonso XII - Batobato - Bonza - Calacabian - Calamcan - Can-Awan - Casit-an - Dalagsa-an - Guadalupe - Janlud - Julita | - Luctoga - Magugba - Manika - Ogsip - Ortega - Oyang - Pampango - Pinonoy - Poblacion - Rivera - Rosal - Sibalew |